# Olvido García Valdés
Olvido García Valdés, född 2 december 1950 i Asturias i Spanien, är em spansk poet. García Valdés skriver en modern och stram existentiell poesi, med teman som sorg, förgängelse, kroppslighet och blick. Hennes verk präglas av ett mjukt mejslat poetiskt språk med en genomgående filosofisk förankring.